# Eva Olah Arrè
Eva Olah Arrè (Szolnok, 30 de enero de 1943) es una artista húngara, residente en Milán, Italia.
Primera mujer que hizo una escultura para la Basílica de San Pedro de la Ciudad del Vaticano ("El Crucifijo"; bronce) y el primer italiano (se instaló en Milán en 1972) que inauguró una exposición de escultura y artes gráficas en el Edificio Louise Weiss, sede del Parlamento Europeo en Estrasburgo.

## Vida y obras
Muchas de sus obras están instaladas en Milán, como el famoso "Al di sangue donante" (dedicado a los donantes de sangre), también el retrato de bronce y mármol blanco y rosa que representa al Cardenal Schuster (arzobispo de Milán desde 1929 hasta 1954), instalado en el transepto derecho de Il Duomo, y dentro del cementerio monumental, también la Tumba "Araba Fenice", encargada por la familia Formiga (fundadores del Instituto de Oxford).
Es profesora de escultura en Italia y también ha escrito un libro en 2004 L'altorilievo Del Beato Laszlo Batthyany-Strattmann Nella Cappella Ungherese Delle Grotte Della Basilica Di S. Pietro in Vaticano.